# 接写リング

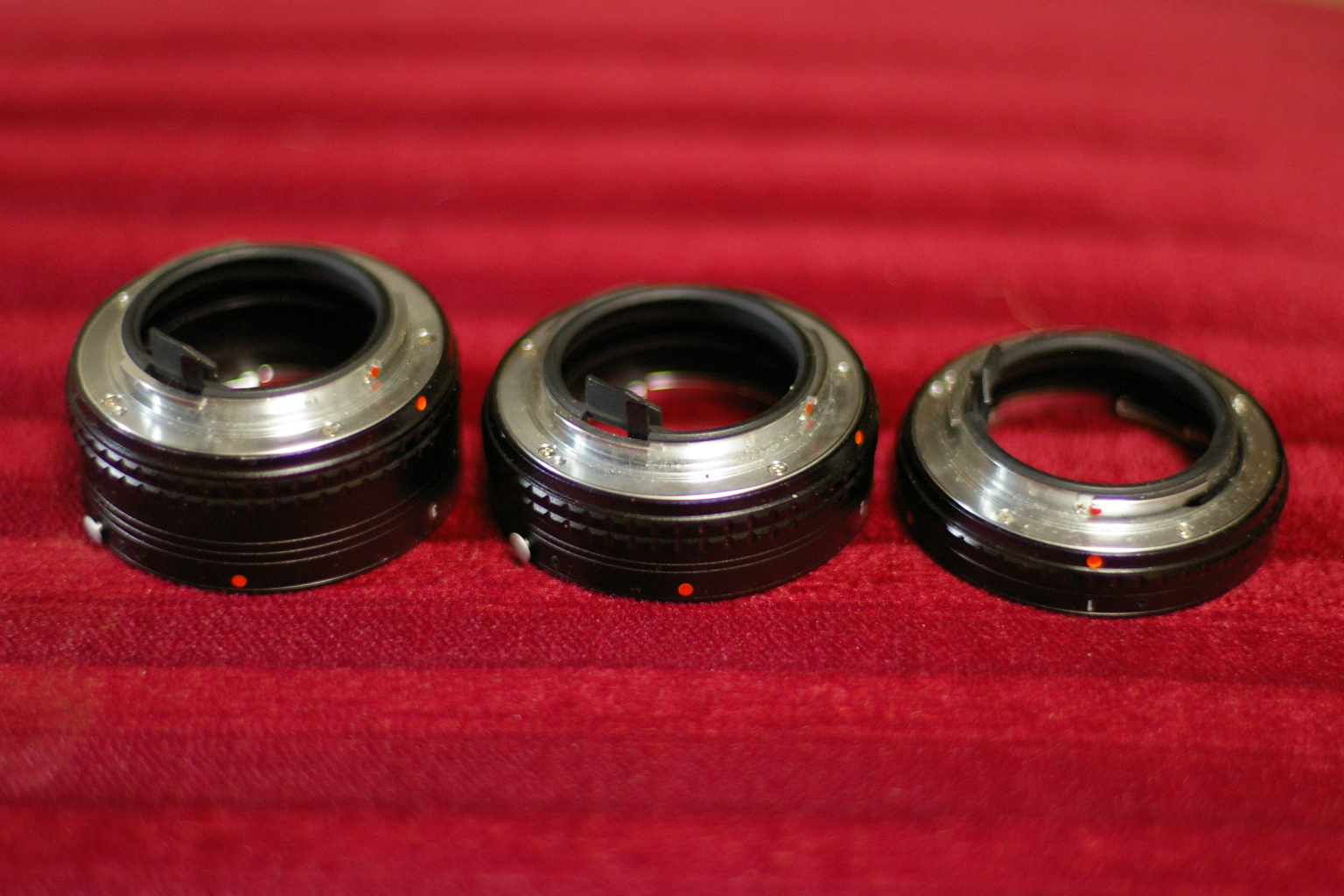
接写リング

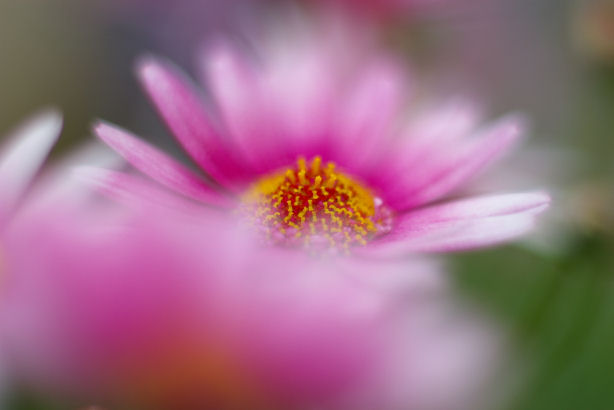
焦点距離50mm絞りF1.4

接写リング（せっしゃリング）は、写真撮影機材の一種である。接写の際に用いる。円筒状の素通しで、光学系（レンズ類）は入っていない。

## 概要
カメラ本体とレンズの間に装着し、レンズ単体の最短撮影距離の状態からレンズの光学系をさらに繰り出した状態とすることで最短撮影距離を短縮する。用いる接写リングが長いければ長いほど、より被写体に接近して撮影することができる。また複数やベローズ（英語: Bellows (photography)）を組み合わせて使用することもできる。
自動絞りに対応する製品もあるが、そうでない製品では手動絞りとなる。
現在ではマクロレンズや接写モード付き携帯機器が普及していることもあり、あまり用いられなくなった。

## 絞り連動機構を持たない接写リングの流用
接写リングセットにはネジ式で組み合わせて長さを調節できるものがあり、このネジを利用して他の用途に流用する場合者もある。例えばミノルタ（現コニカミノルタホールディングス）が製造していたSRマウント接写リングセットの途中に使われているφ57 mmネジはゼンザブロニカのスクリューマウントと同じであり、ミノルタがライカLマウントレンズをミノルタSRマウントのカメラに使用するアダプターを発売していたことから、非公式な使用法ながらゼンザブロニカにヴィゾフレックス用レンズを流用するのに使われていた。
ペンタックスはヘリコイド装置を内蔵する接写リングをM42マウント、Kマウントともに製造しており、ヴェスト・ポケット・コダック等のレンズを一般の一眼レフカメラに使用する際に部品として使われた。